# جاي دبليو. إتش بولارد
جاي دبليو. إتش بولارد (بالإنجليزية: J. W. H. Pollard)‏ هو مدرب كرة سلة أمريكي، ولد في 22 فبراير 1872 في Brentwood, New Hampshire ‏ في الولايات المتحدة، وتوفي في 2 مايو 1957 في هافر هيل في الولايات المتحدة.